# Landtagswahl in Niedersachsen 1990
- SPD: 71
- Grüne: 8
- FDP: 9
- CDU: 67

Die Wahl zum 12. Niedersächsischen Landtag fand am 13. Mai 1990 parallel zur Landtagswahl in Nordrhein-Westfalen statt. Erstmals bei einer niedersächsischen Landtagswahl gab es Erst- und Zweitstimme wie bei Bundestagswahlen.  

## Ausgangssituation
Bei der Landtagswahl 1986 hatte die CDU unter Ministerpräsident Ernst Albrecht nur 44,6 Prozent der Wählerstimmen erhalten (nach 50,2 % bei der Wahl 1982) und mit der FDP Niedersachsen ein Koalitionsbündnis geschlossen. 
Die SPD unter Führung von Gerhard Schröder hatte bei der Wahl 1986 42,1 Prozent der Wählerstimmen erhalten (nach 36,5 Prozent bei der Wahl 1982). Die Grünen hatten bei der Wahl 1986 7,1 Prozent erhalten (nach 6,5 Prozent 1982). SPD und Grüne hatten insgesamt 49,2 Prozent der Wählerstimmen erhalten, CDU und FDP zusammen 50,3 Prozent. Albrecht war Ministerpräsident geblieben (→ Kabinett Albrecht V). 
Schröder hatte 1986 sein Bundestagsmandat niedergelegt und war Oppositionsführer im 11. niedersächsischen Landtag geworden.

## Ergebnis
Die SPD erhielt 71 von 155 Mandaten, die CDU 67. SPD und Grüne bildeten eine rot-grüne Koalition und lösten die Regierung Albrecht ab.
| Listen            | Listen            | Erststimmen | Erststimmen | Erststimmen | Zweitstimmen | Zweitstimmen | Zweitstimmen | Mandate | Mandate |
| Listen            | Listen            | Stimmen     | %           | Mandate     | Stimmen      | %            | Mandate      | Anzahl  | +/-     |
| ----------------- | ----------------- | ----------- | ----------- | ----------- | ------------ | ------------ | ------------ | ------- | ------- |
|                   | SPD               | 1.943.278   | 46,2        | 61          | 1.865.267    | 44,2         | 10           | 71      | +5      |
|                   | CDU               | 1.811.352   | 43,1        | 39          | 1.771.974    | 42,0         | 28           | 67      | –2      |
|                   | FDP               | 213.425     | 5,1         | –           | 252.615      | 6,0          | 9            | 9       | –       |
|                   | GRÜNE             | 213.114     | 5,1         | –           | 229.846      | 5,5          | 8            | 8       | –3      |
|                   | REP               | 6.022       | 0,1         | –           | 62.054       | 1,5          | –            | –       | –       |
|                   | NPD               | 9.396       | 0,2         | –           | 8.255        | 0,2          | –            | –       | –       |
|                   | Familie           | 531         | 0,0         | –           | 4.529        | 0,1          | –            | –       | –       |
|                   | PBC               | –           | –           | –           | 3.858        | 0,1          | –            | –       | –       |
|                   | Öko-Union         | –           | –           | –           | 3.682        | 0,1          | –            | –       | –       |
|                   | ÖDP               | 577         | 0,0         | –           | 3.603        | 0,1          | –            | –       | –       |
|                   | Die Unabhängigen  | 5.737       | 0,1         | –           | 2.739        | 0,1          | –            | –       | –       |
|                   | DRD               | –           | –           | –           | 2.705        | 0,1          | –            | –       | –       |
|                   | CM                | 90          | 0,0         | –           | 1.367        | 0,0          | –            | –       | –       |
|                   | DDD               | –           | –           | –           | 1.126        | 0,0          | –            | –       | –       |
|                   | Patrioten         | 421         | 0,0         | –           | 650          | 0,0          | –            | –       | –       |
|                   | Bewußtsein        | –           | –           | –           | 632          | 0,0          | –            | –       | –       |
|                   | DP                | –           | –           | –           | 560          | 0,0          | –            | –       | –       |
|                   | DS                | –           | –           | –           | 525          | 0,0          | –            | –       | –       |
|                   | FVP               | –           | –           | –           | 309          | 0,0          | –            | –       | –       |
|                   | FBPD              | 81          | 0,0         | –           | –            | –            | –            | –       | –       |
|                   | Einzelbewerber    | 208         | 0,0         | –           | –            | –            | –            | –       | –       |
| Gesamt            | Gesamt            | 4.204.232   | 100         | 100         | 4.216.296    | 100          | 55           | 155     | –       |
|                   |                   |             |             |             |              |              |              |         |         |
| Ungültige Stimmen | Ungültige Stimmen | 58.983      | 1,4         |             | 46.919       | 1,1          |              |         |         |
| Wähler            | Wähler            | 4.263.215   | 74,6        |             | 4.263.215    | 74,6         |              |         |         |
| Wahlberechtigte   | Wahlberechtigte   | 5.712.613   |             |             | 5.712.613    |              |              |         |         |

Schröder wurde am 21. Juni 1990 zum Ministerpräsidenten gewählt und bildete ein Kabinett, dem unter anderem zwei grüne Minister angehörten (darunter Jürgen Trittin, der später während Schröders Kanzlerschaft von 1998 bis 2005 Bundesumweltminister wurde).

## Bundespolitische Aspekte
Mit diesem Wahlergebnis erlangten die SPD-regierten Länder die Mehrheit im Bundesrat. Nach den Landtagswahlen in den neuen Bundesländern konnten die unionsgeführten Länder die Mehrheit jedoch wieder zurückerobern.